# Campclar
Campclar és una urbanització de la raval de Torreforta, al municipi de Tarragona. Fou creada a principis de la dècada del 1960 arran de la industrialització de la ciutat amb la instal·lació d'empreses petroquímiques i l'arribada d'immigrants.
L'any 2019 tenia 9.408 habitants.

## Història
El nucli es va dissenyar el 1967 arran de la industrialització de la ciutat amb la instal·lació d'empreses petroquímiques i l'arribada d'emigrants des de la resta d'Espanya, encara que la majoria d'edificis es van construir entre 1971 i 1985. Des de l'aprovació del Pla Parcial d'Ordenació del Polígon Campclar l'any 1967, la construcció de blocs de pisos no es va accelerar fins a principi de la dècada del 1980.
A partir del 1985 l'Agència de l'Habitatge de Catalunya, empresa pública de la Generalitat de Catalunya, es va encarregar de la construcció dels habitatges. ADIGSA, empresa pública de la Generalitat de Catalunya, s'encarregà de la construcció dels pisos de protecció oficial. Tot i així, la construcció dels pisos no va anar acompanyada dels serveis necessaris per als veïns.
A finals de la dècada del 1980 arriben al barri des de Barcelona les famílies desplaçades durant els Jocs Olímpics de Barcelona de 1992.
Aprofitant la publicació de la Llei de Barris el 2004 i del Decret 369/2004 del 7 de setembre, pel qual es desenvolupa la Llei de Barris, es va redactar El Pla Integral de Campclar (PIC) per millorar el barri. El PIC va centrar les seves actuacions en dues grans àrees: la urbanística i la social. La part urbanística se centrà a fer una rambla de punta a punta del barri, millora de les zones d'aparcament, millora dels jardins i de la plaça major. La part social se centra en la relació entre veïns i actuacions envers l'educació i la convivència familiar. El pressupost d'execució del pla van ser de 15.000.000 € que van ser finançats a parts iguals entre Generalitat de Catalunya i l'Ajuntament de Tarragona.
A finals de l'any 2007 al barri comença una profunda remodelació. Es van millorar les voreres i l'enllumenat, que estava deteriorat, van millorar els parcs infantils i es van crear zones verdes.
A partir de l'any 2008, el barri comença la construcció d'una comissaria dels Mossos d'Esquadra que es va inaugurar el gener de 2012 i és la comissaria de policia més gran de tota la província de Tarragona.
El 2009 es va començar a construir una rambla entre el nucli de Campclar i els de la Granja i Torreforta. Es va inaugurar a finals de 2010, anomenant-se Rambla de Ponent.

Campclar fou la seu olímpica dels Jocs del Mediterrani de 2018.

## Serveis
Campclar compta amb tres col·legis públics: el Col·legi Campclar, el Col·legi Mediterrani, i el Col·legi Ponent. També compta amb un institut públic, l'Institut Campclar.
También compta amb un poliesportiu.
L'Empresa Municipal de Transports de Tarragona (EMTT) connecta el nucli amb la ciutat de Tarragona per mitjà de la línia 3, línia 6, línia 30, línia 54, i lína 72 (nocturn).